# András Gyula
András Gyula (Csíkszereda, 1942. február 10. – 2017. március 24.) erdélyi magyar színész.

## Életpályája
1964-ben végzett a marosvásárhelyi Szentgyörgyi István Színművészeti Intézetben, majd a Szatmárnémeti Északi Színház magyar társulatához került. Különböző karakterszerepekben tűnt ki. Főként a gondokkal, bajokkal küszködő kisembereket ábrázolta hitelesen.

## Szerepei
- Buttler János (Mikszáth Kálmán: Különös házasság)
- Schubler (Szakonyi Károly: Életem, Zsóka)
- Tatár (Makszim Gorkij: Éjjeli menedékhely)
- Benedek (Örkény István: Kulcskeresők).